# Parafia Najświętszej Maryi Panny Królowej Wyznawców w Warszawie
Parafia Najświętszej Maryi Panny Królowej Wyznawców w Warszawie – parafia rzymskokatolicka należąca do dekanatu wilanowskiego, archidiecezji warszawskiej, metropolii warszawskiej Kościoła katolickiego w Warszawie. Obsługiwana przez księży pijarów.

## Historia
Parafia została erygowana przez kardynała Józefa Glempa dekretem z dnia 1 marca 1988 roku, który wszedł w życie 15 marca 1988 roku. W skład parafii wszedł obszar dawnych wsi Siekierki i Augustówka, należący wcześniej do parafii św. Stefana na Sielcach, parafii św. Tadeusza Apostoła na Sadybie i parafii św. Anny w Wilanowie.
22 października 1988 roku został wmurowany kamień węgielny pod budowę kościoła parafialnego, która została ukończona 17 września 1994 roku.

## Proboszczowie
- o. Edward Szajor SchP – rektor w latach 1980–1988
- o. Kazimierz Wójciak SchP – proboszcz w latach 1988–1989
- o. Józef Joniec SchP – proboszcz w latach 1989–1991
- o. Włodzimierz Kłosowski SchP – proboszcz w latach 1991–1995
- o. Józef Joniec SchP – proboszcz w latach 1995–2001 i kustosz w latach 1997–2001
- o. Jan Taff SchP – proboszcz i kustosz w latach 2001–2011
- o. Tadeusz Suślik SchP – proboszcz i kustosz od 2011